# Maximilian Baden (Karateka)
Maximilian Sebastian Baden (* 8. Oktober 1989 in Osterode am Harz) ist ein deutscher Karateka.
Baden betreibt Karate seit 1992, seit 2004 als Leistungssport. Nach mehreren nationalen und internationalen Erfolgen wurde er 2015 Karate-Weltmeister der World Kickboxing and Karate Union (WKU) in der Gewichtsklasse + 90 KG und stellte dabei einen Rekord für den kürzesten Finalkampf auf, indem er seinen Gegner innerhalb von zwölf Sekunden besiegte.
Nach dem WKU-Titel 2015 wurde Baden im Verband MAA im Jahr 2016 Weltmeister im Karate sowie Vize-Weltmeister im Kickboxen. Im selben Jahr wurde er im Verband WMAC Weltmeister der Kategorie Sport Jiu Jutsu in der Gewichtsklasse + 100 KG. Im Jahr 2017 wurde er Europameister in Kumite (+ 90 KG) im Verband MAA.
Maximilian Baden gründete im Jahr 2016 seine eigene Kampfkunstschule in Hamburg und bildet Kinder und Jugendliche in Kampfkunst aus. 2016, sowie 2018–2022 wurde er vom Kampfkunst Kollegium ausgezeichnet als erfolgreichste Kampfkunstschule.